# Parco nazionale di Bach Ma
Il parco nazionale di Bach Ma (in vietnamita:Vườn quốc gia Bạch Mã) è un'area naturale protetta del Vietnam centrale. Più precisamente, viene definito "parco nazionale - zona cuscinetto" dal World Database on Protected Areas (WDPA); è stato istituito nel 1991 e occupa una superficie di 37,487 ha nei distretti di Phu Loc, Nam Dong e Dong Giang.
Il parco nazionale si trova sulla Catena Annamita e prende il nome dal monte Bach Ma (1450 m s.l.m.), che è il punto più alto del parco e dal quale si vede fino alla costa.
Nel parco nazionale sono presenti numerose specie protette e a rischio di estinzione.
Tra gli uccelli endemici del Vietnam, ricordiamo l'argo crestato (Rheinardia ocellata), la pernice delle alture dell'Annam (Arborophila merlini),  e il fagiano di Edwards (Lophura edwardsi) che si riteneva estinto.